# Romano Denneboom
Romano Denneboom (n. Schiedam, 29 de enero de 1981) es un exfutbolista neerlandés que jugaba en la demarcación de delantero.

## Selección nacional
Jugó un partido con la selección de fútbol de los Países Bajos. Lo disputó el 3 de septiembre de 2004 en calidad de amistoso contra Liechtenstein, con un marcador final de 3-0 a favor del combinado neerlandés tras los goles de Mark van Bommel, André Ooijer y Denny Landzaat.

## Clubes
| Club                      | País         | Año         | Partidos | Goles |
| ------------------------- | ------------ | ----------- | -------- | ----- |
| SC Heerenveen             | Países Bajos | 1998 - 2003 | 124      | 27    |
| Willem II (cedido)        | Países Bajos | 2003 - 2004 | 27       | 5     |
| NEC Nijmegen              | Países Bajos | 2004 - 2007 | 106      | 30    |
| FC Twente                 | Países Bajos | 2007 - 2009 | 77       | 15    |
| Sparta Rotterdam (cedido) | Países Bajos | 2009 - 2010 | 11       | 0     |
| Arminia Bielefeld         | Alemania     | 2011 - 2012 | 8        | 0     |
| Harkemase Boys            | Países Bajos | 2012        | 16       | 2     |
| FC Lienden                | Países Bajos | 2012 - 2013 | 1        | 0     |